# Rapsodia per un killer
Rapsodia per un killer (Fingers) è un film del 1978, scritto e diretto dall'esordiente James Toback, con Harvey Keitel.
Il film ebbe un remake francese nel 2005, Tutti i battiti del mio cuore, per la regia di Jacques Audiard. A causa delle scene di violenza il film uscì nelle sale vietato ai minori di 18 anni